# Lamprosema camphorae
Lamprosema camphorae là một loài bướm đêm trong họ Crambidae.